# Drymba

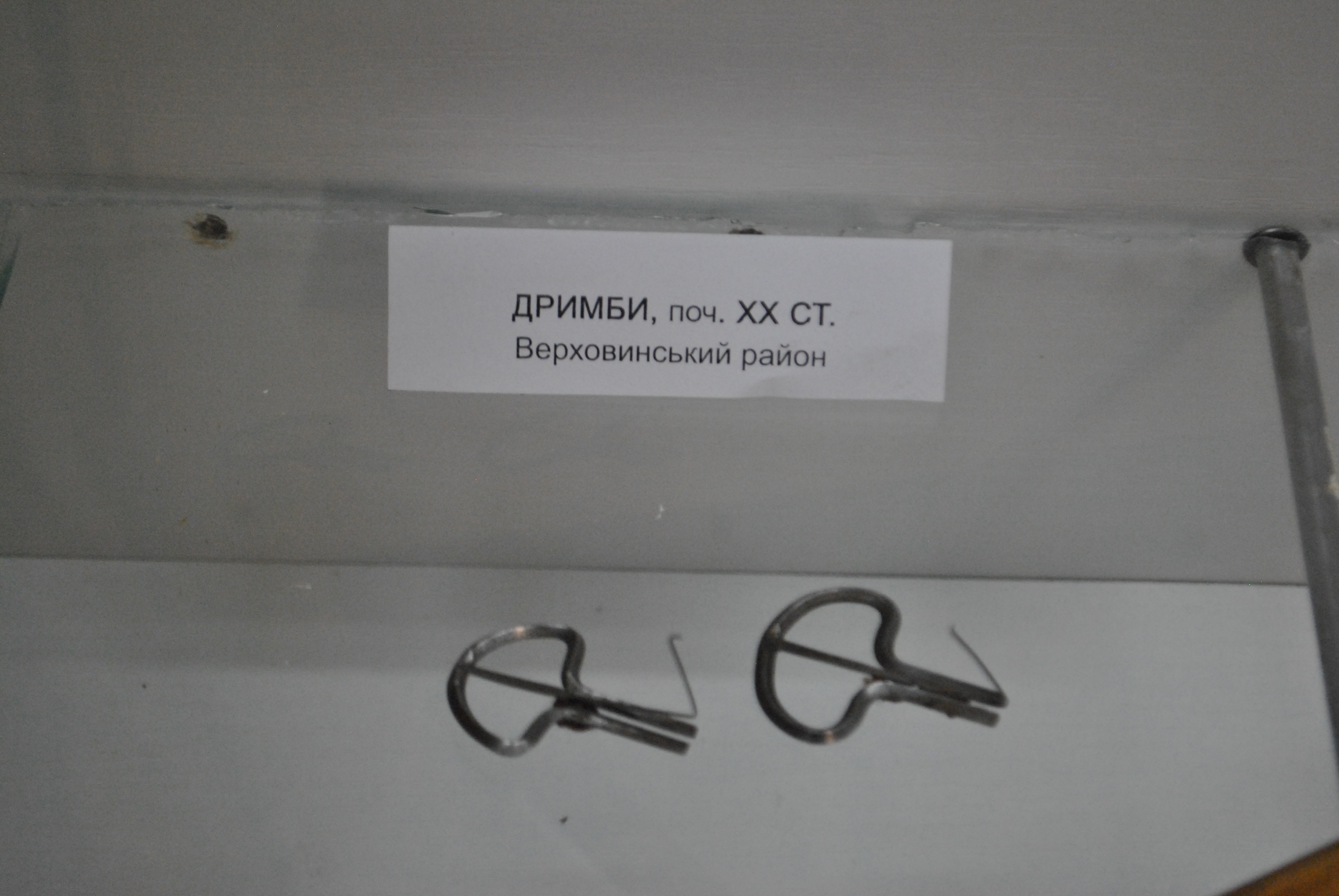
Zwei drymba der Huzulen aus dem Rajon Werchowyna, Westukraine, im Nationalmuseum für Volkskunst von Huzulien und Pokutien in Kolomyja. 20. Jahrhundert

Drymba (ukrainisch дримба) ist eine Bügelmaultrommel, die von den Huzulen und des Weiteren von den Bojken gespielt wird, die in den Karpaten hauptsächlich in der westlichen Ukraine leben. Während die noch im 19. Jahrhundert in benachbarten Regionen weit verbreitete Maultrommel nach dem Ersten Weltkrieg weitgehend verschwunden war, gehört sie in der durch Weide- und Forstwirtschaft geprägten traditionellen Kultur der Huzulen in den Bergen bis heute zur Volksmusik. Der Name drymba ist mit Maultrommelbezeichnungen in anderen slawischen Sprachen und in westeuropäischen Sprachen verwandt, die auf Althochdeutsch trumba zurückgehen.

## Herkunft und Verbreitung
Maultrommeln wurden nach der gängigen Theorie von Curt Sachs (1917) vermutlich zuerst in Südostasien und Polynesien verwendet, von wo sie sich vor dem 13. Jahrhundert über Asien nach Westen bis Europa verbreiteten. Der einfachere südostasiatische Typ, der bis heute in Indonesien unter dem Namen genggong vorkommt, wird als idioglotte Rahmenmaultrommel klassifiziert und besitzt eine aus dem Bambusrahmen herausgetrennte Zunge, die kürzer als der Rahmen ist. Sachs’ Herkunftstheorie liegt die evolutionistische Annahme zugrunde, dass sich zunächst einfache und später komplexere Instrumententypen entwickelten. Der als komplexer eingeschätzte Typ, der weltweit vorherrscht und zu dem auch die drymba gehört, umfasst die heteroglotten Bügelmaultrommeln. Diese bestehen aus Eisen oder einem anderen Metall und besitzen eine gebogene, heteroglotte (separate) Zunge, die über den Bügel hinausragt. Mit europäischen Seefahrern und Eroberern gelangte die Bügelmaultrommel ab dem 16. Jahrhundert auch auf den amerikanischen Kontinent und nach Afrika.
Die ältesten bekannten heteroglotten Maultrommeln aus Metall stammen aus archäologischen Grabungen in Japan und werden in die Heian-Zeit um 1000 n. Chr. datiert. Die meisten Maultrommeln dienen der Unterhaltung und sind Volksmusikinstrumente; die in Zentral- und Nordasien verbreitete qopuz (chomus) wurde in Sibirien auch rituell bei schamanischen Praktiken anstelle der Schamanentrommel eingesetzt. In der sibirischen Republik Sacha werden Maultrommeln nur von Schmieden hergestellt, weil diese als Magier und Heiler gelten. Einer der möglichen Verbreitungswege der Maultrommel könnte von Nordasien – was als weitere mögliche Ursprungsregion gilt, über Russland und das Baltikum nach Europa geführt haben.
Nach dem ältesten Maultrommelfund Europas aus der Burg Bischofstein in der Schweiz vom Ende des 12. Jahrhunderts zeigen weitere Funde aus dem 13./14. Jahrhundert, darunter aus der 1399 zerstörten Burg Tannenberg in Hessen, dass die Maultrommel im europäischen Hochmittelalter wohlbekannt war. Im Norden der Republik Moldau wurde eine Maultrommel aus dem 15. Jahrhundert ausgegraben. Ihr Verbreitungsgebiet erstreckte sich zwischen dem 13. und 15. Jahrhundert von Südfrankreich bis Mittelnorwegen und von Schottland bis Estland, wobei die Fundorte schwerpunktmäßig in der Schweiz, den Niederlanden, England und Südskandinavien liegen. Die von Händlern entlang der großen Handelsrouten verbreiteten Maultrommeln besaßen dieselbe Grundform und unterschieden sich hauptsächlich durch das verwendete Material (Eisen oder unterschiedliche Kupferlegierungen).
Maultrommeln wurden im Mittelalter auf Bauernmärkten verkauft, in Ungarn und in der Ukraine vor allem von Nichtsesshaften. Die spätestens ab dem 16. Jahrhundert als Instrument des einfachen Volks, von Bettlern und Kindern geringgeschätzte Maultrommel erfuhr im 18. und 19. Jahrhundert in Westeuropa eine soziale Aufwertung, als sich auch gebildete Bürgern ihrer bedienten.
In der Region um die Ukraine verschwand die Maultrommel Anfang des 20. Jahrhunderts allmählich. Die Huzulen sind heute eine der letzten Ethnien in Osteuropa, die auf traditionelle Weise eine lokale Maultrommelvariante herstellen. In den ukrainischen Karpaten kommen Maultrommeln außerdem bei den Bojken und möglicherweise bei den Lemken vor, während sie bei den Goralen in der Tatra verschwunden ist. In der Nachbarschaft am weitesten verbreitet ist die Maultrommel in Rumänien, besonders in der Region Maramureș (rumänisch drămbă). Der Komponist und Musikethnologe Béla Bartók (1923) führt für Maramureș ausschließlich von Männern gespielte Instrumente an (cobză, fluier, tilincă und die Langtrompete bucium) und ergänzt: „Das beliebteste Instrument der Frauen ist die Maultrommel...“. Bartók zufolge war die Maultrommel um 1920 in Ungarn bereits ausgestorben und in der Slowakei am Verschwinden. Bartóks Kollege Zoltán Kodály erwähnt in seiner umfangreichen Studie über ungarische Volksmusik von 1937 die Maultrommel (ungarisch doromb) als eines der selbst gefertigten Volksmusikinstrumente, neben unter anderem dem Horn des Schweinehirten (kanászkürt), dem Rinderhorn (pásztorkürt), Sackpfeife (duda), Hirtenflöte (furulya) und Saiteninstrumenten. Die doromb wurde Anfang des 20. Jahrhunderts von Kindern in den Dörfern gespielt.

## Etymologie

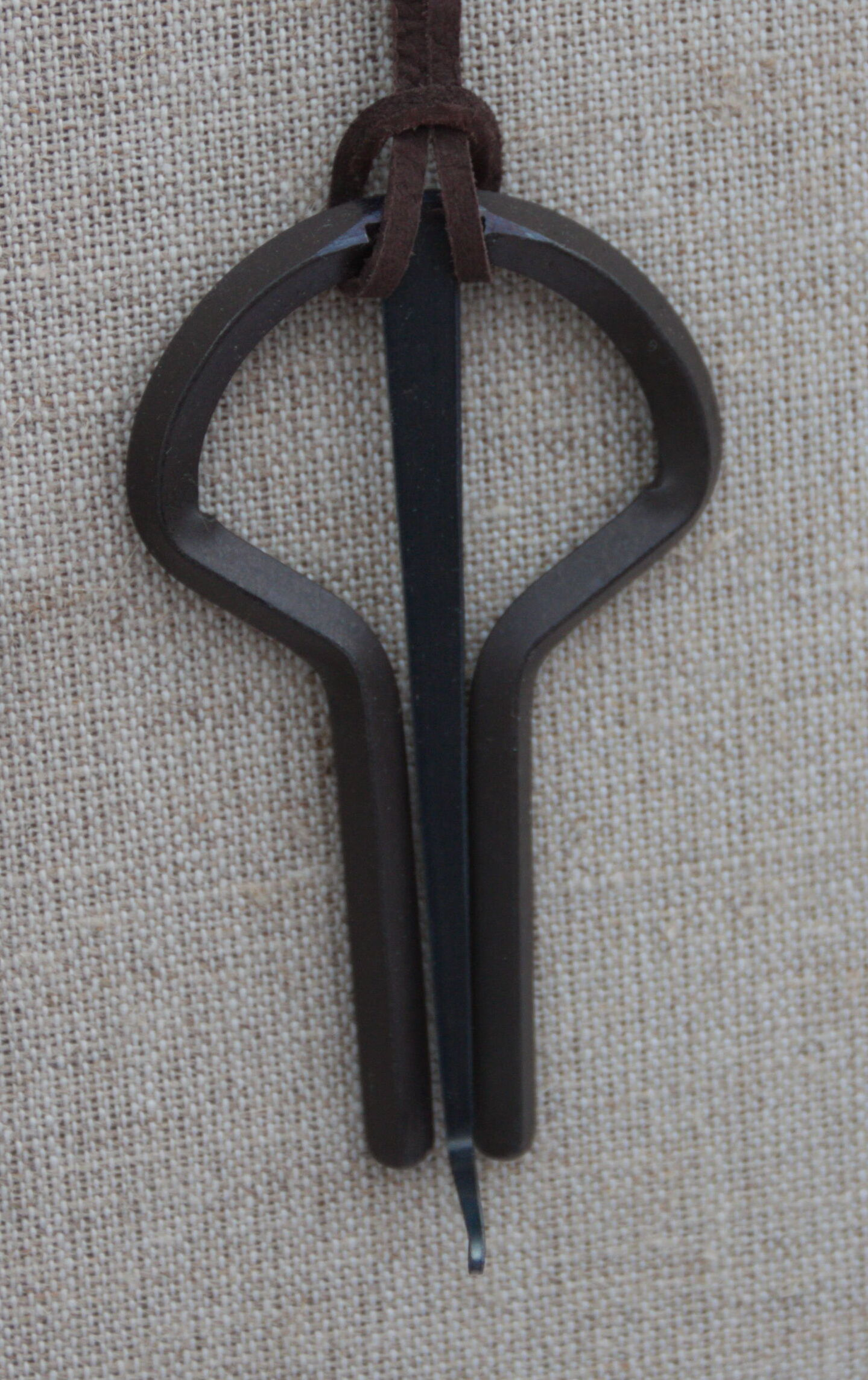
Slowakische drumbla.

Die Huzulen nennen die Maultrommel in ihrem russinischen Dialekt drymba und verwenden nur selten das russische Wort wargan (варган). Drymba gehört zu einer in mehreren slawischen Sprachen vorkommenden Wortgruppe, zu der im Rumänischen drămbă, drîmba, drîmb, drîmboaie, drînd, drîng und drîndă gehören. Im Ungarischen ist das Wort doromb für „Maultrommel“ seit dem 16. Jahrhundert belegt, hierzu gehören laut einem Wörterbuch von 1847 dorombly und das Verb dorombol, „die Maultrommel schlagen“. Der ungarische Musikwissenschaftler Bálint Sárosi (1967) gibt für dorombol die Übersetzung „schnurren“ und hält den Namen doromb für lautmalerisch. Weitere ungarische Formen sind dorong, dorombér und dongó. Im Polnischen heißt die Maultrommel drumla, dremla und dromla. Hierzu gehört das tschechische drmle, zu welchem es noch die tschechischen Dialektformen grmle und grumla gibt. Die entsprechenden serbokroatischen Formen sind drombulja und drombulje. In der alten ruthenischen Sprache heißt die Maultrommel drimba und im heutigen Litauischen dambras. Die anderen litauischen Bezeichnungen für Maultrommel, bandura und bandurka, sind dagegen mit ukrainisch bandura und mit pandora für Lauteninstrumente verwandt.
Regina Plate (1992) verbindet das slawische Wortumfeld zu drymba (einschließlich des durch metathetische Umstellung der Konsonanten r–m–b zu m–b–r entstandenen doromb) mit der großen Wortgruppe in westeuropäischen Sprachen, die auf Althochdeutsch trumba zurückgeht. Eine ältere lateinische Grundform fehlt. Von trumba sind abgeleitet: Mittelhochdeutsch trümel, Frühneuhochdeutsch truml, trumpel und im 15. Jahrhundert drompel, später trummel und drommel. Die heutige Form Trommel ist seit dem 17. Jahrhundert bekannt. Katarzyna Sikorska (1997) hält das polnische drumla („Maultrommel“) für eine Entlehnung des neuhochdeutschen Wortes Trommel (Schlaginstrument mit Membran, walzenförmiger Behälter), dessen Bedeutung sich völlig geändert habe. In einem Beitrag von 2013 konkretisiert Sikorska wegen der Bedeutungsgleichheit eine mögliche Teilentlehnung (-trommel) aus Deutsch Maultrommel für das polnische Wort und übersieht dabei den lautmalerischen, althochdeutschen Ursprung der Wortgruppe, die unterschiedliche Instrumentenklassen (Membranophon, Blasinstrument, Saiteninstrument) bezeichnet: Trumba stand im 8. Jahrhundert zunächst für „Trompete, Signalhorn“, woraus Mittelhochdeutsch trum(b)e, trumpe, trumme und Frühneuhochdeutsch trumpe, trumme, trompe, tromme für „Posaune, Trompete“ und „Laute“ wurde, im 16. Jahrhundert auch in der Bedeutung „Maultrommel“.

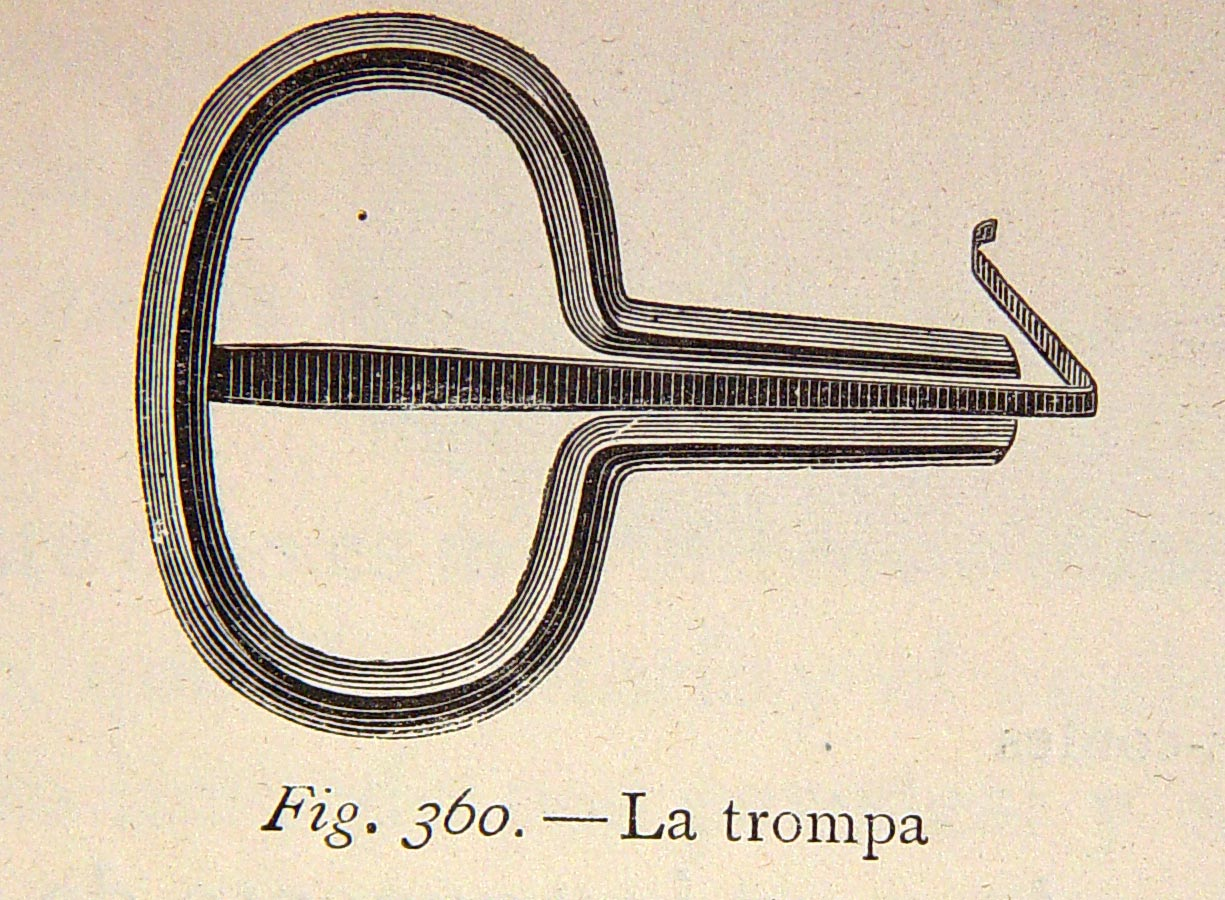
La trompa. Illustration in: Amédée Guillemin, El Mundo Fisico: Gravedad, Gravitacion, Luz, Calor, Electricidad, Magnetismo, Etc von 1882.

Curt Sachs (1917) gibt eine Begründung für die Mehrfachbedeutung des Wortstamms trumba. Demnach soll sich in der Übergangszeit vom Mittel- zum Neuhochdeutschen der biforme Stamm trump, trumm mit der Doppelbedeutung „Trommel“ und „Trompete“ in zwei selbständige Formen gespalten haben, wobei aus dem einen Stamm mit dem Bilabiallaut b, p die Trompete wurde und aus der von p nach m assimilierten Form das Wort Trommel entstand. Englische Entsprechungen für Blasinstrumente sind trumpet (Trompete) und trombone (Posaune). Ein heutiger englischer Name für die Maultrommel ist trump. Ältere deutsche Formen in der Bedeutung „Maultrommel“ sind Schweizerdeutsch, aus dem 14. Jahrhundert überliefert, trümpi und trümmi sowie aus Flandern, 15. Jahrhundert, tromp (Plural trompen). Sebastian Virdung schreibt in Musica getutscht und außgezogen (1511) trumpel, in einer französischen Quelle von 1640 heißt es trompe. Im ältesten wallonischen Beleg, einem Brief von 1397, wird die Maultrommel trompe genannt. Ab Ende des 16. Jahrhunderts kommt tromp in niederländischen Wörterbüchern vor. In der Zentralschweiz ist bis heute die Verkleinerungsform Trümpi (regional auch Trimpi, Trimmi) geläufig, mit der meistens die Maultrommel, seltener die Holztrompete Büchel gemeint ist. Schon im 14. Jahrhundert bezeichnete Trümpi in der Schweiz die Maultrommel, nachweisbar anhand eines Siegels der Zürcher Familie Trümpy von 1353, auf dem eine Maultrommel erkennbar ist.
Der Musikwissenschaftler Martin Vogel (1978) geht über die Erklärung eines lautmalerischen Ursprungs der Wortgruppe hinaus und möchte trumba (Konsonantenfolge t–r–m–b) durch Metathese mit Arabisch tunbūr und Persisch tanbūr/tambur (t–m–b–r) verbinden. Als Begründung gibt er eine trumba entsprechende Doppelbedeutung dieser Wortgruppe für zwei orientalische Instrumentenklassen an: Saiteninstrumente (tanbura, dambura…) und Trommeln (tamburin, tambour…). Im Zusammenhang mit der Wortbedeutung lassen sich von tanbūr weitreichende sprachliche Verbindungen herstellen, die von der heutigen georgischen Laute panduri über die pandora des 16. Jahrhunderts bis zum altgriechischen Saiteninstrument pandura reichen. Die antike pandura wird als dreisaitige Laute beschrieben, aber laut Nikomachos von Gerasa, der den Namen im 2. Jahrhundert n. Chr. zum ersten Mal erwähnt, handelte es sich um ein Monochord, dessen eine Saite verkürzt wurde, um eine Obertonreihe zu produzieren. Solche Obertöne werden auch auf dem einsaitigen mittelalterlichen Trumscheit (italienisch tromba marina), einer (Natur)trompete und auf Maultrommeln erzeugt, was zu einer assoziativen Namensverbindung verleitet.

## Bauform und Spielweise

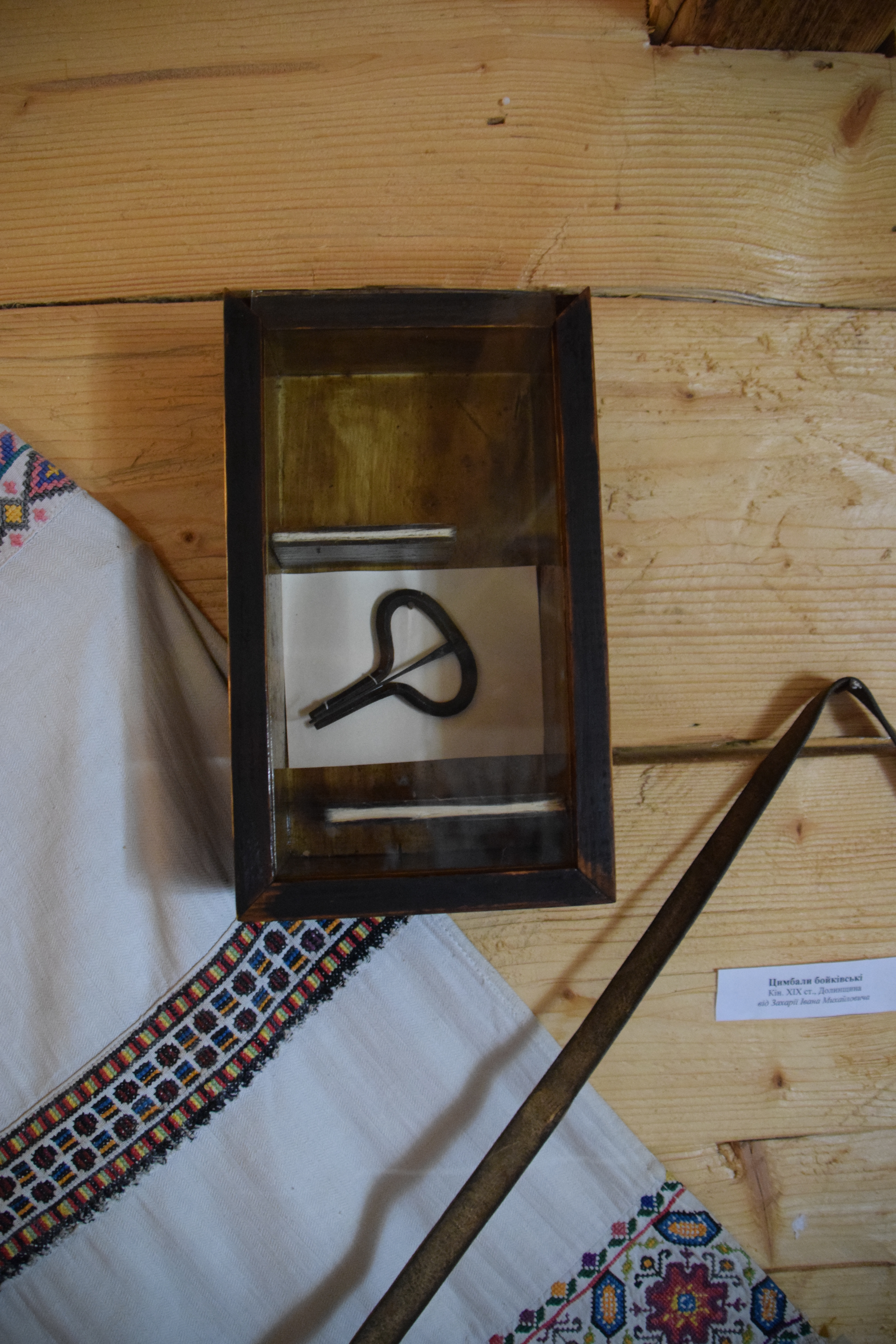
Drymba der Bojken im Museum für bojkische Kultur in Dolyna, Westukraine.

Die drymba ist eine zu den europäischen Typen gehörende Bügelmaultrommel, deren Bügel ein D-förmiges Kreissegment bildet. Die Bügelenden treffen mit einer rechtwinkligen Biegung aufeinander. Die Zunge ist ohne Überstand am Bügel befestigt, im Unterschied zu den asiatischen Bügelmaultrommeln, etwa der in Indien weit verbreiteten morsing, bei der die Zunge mit dem hinteren Ende über den Bügel hinausragt. Das breite Zungenende ist an einer Nut am Bügel befestigt, während die schmale Zungenspitze doppelt gebogen übersteht. An den leicht abweichenden Biegungsradien lassen sich zwei Varianten von Maultrommeln bei den Huzulen unterscheiden. Hinzu kommt eine besondere Form mit zwei parallelen Zungen, die durch einen dünnen Steg voneinander getrennt sind.
Die Herstellung von Maultrommeln in der Region ist ein aussterbendes Handwerk. Philippe Dallais und Koautoren (2002) konnten im Huzulenland (hutsulshchyna) drei Schmiede ausfindig machen, die alle über 60 Jahre alt waren und auf traditionelle Weise Maultrommeln anfertigten. Einer der Schmiede ist zugleich Musiker und stellt neben Maultrommeln auch trembita (lange Holztrompeten), koza (Sackpfeifen, vgl. die polnische koza) und sopilka (Flöten) her. Ein anderer Mann ist hauptberuflich Bauer und produziert Maultrommeln hauptsächlich in den Wintermonaten. Des Weiteren fanden sie einen traditionellen Pflanzenheiler (molfar), dem magische Fähigkeiten zugesprochen werden und der diese dem Vernehmen nach an die von ihm hergestellten Maultrommeln weitergibt. Hinzu kommen Amateure, die gelegentlich für den Eigenbedarf Maultrommeln einfacherer Qualität anfertigen.
Für den Bügel wird ein dünner Eisenstab auf dem Amboss zu einem quadratischen Querschnitt gehämmert, anschließend mit Schleifpapier geglättet und auf zwölf Zentimeter Länge abgesägt. Der Schmied biegt den Stab mit einer Zange zwischen den Händen und zuletzt mit leichten Hammerschlägen in die gewünschte Form. Die Nut für die Aufnahme der Zunge wird mit einer Handsäge angefertigt. Die Zunge benötigt mehrere Arbeitsgänge mit Feilen und Hämmern, dann wird sie in die Nut gelegt, ausgerichtet und festgeklopft. Der letzte Arbeitsgang ist, die gerade herausstehende Zunge am Ende zu einem Häkchen zu biegen.
Die Form der drymba entspricht ungefähr den Maultrommeln, die seit Jahrhunderten in der österreichischen Gemeinde Molln hergestellt werden. Vermutlich ist die drymba von den österreichischen Maultrommeln beeinflusst, die ab Ende des 18. Jahrhunderts und im 19. Jahrhundert in größerer Zahl nach Polen, Russland und in die Ukraine exportiert wurden und zumindest als Kopie auch zu den Huzulen gelangt sein dürften. Die drymba ist etwas kleiner und klingt somit höher als ihr Vorbild.

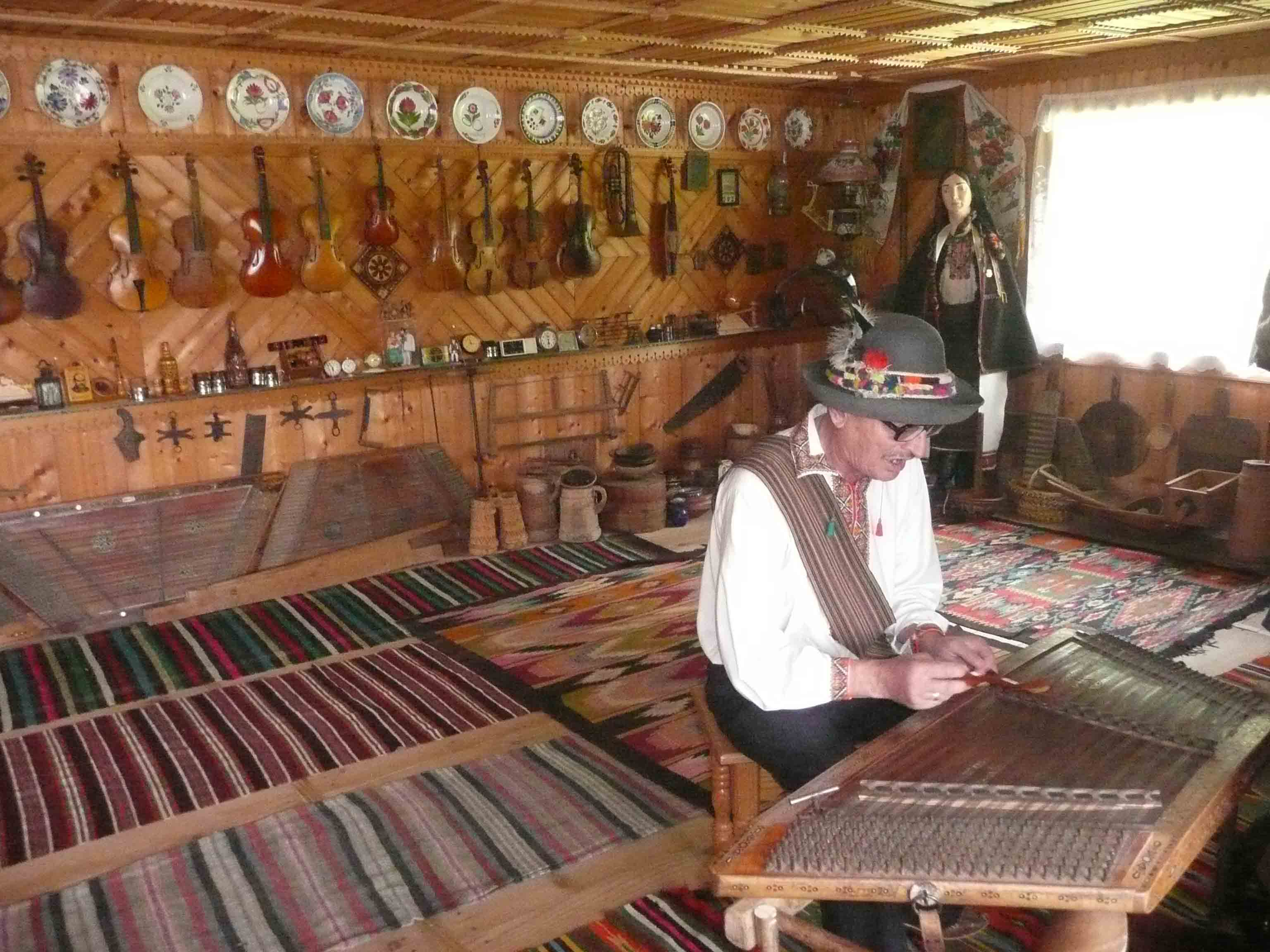
Roman Kumlyk (1948–2014) mit cymbaly in dem von ihm gegründeten Museum für Musikinstrumente und huzulische Kultur in Werchowyna. Der Multiinstrumentalist spielte auch drymba.

Die Doppelzungen-drymba ist ein ungewöhnliches Instrument, dessen Herstellung besonderes handwerkliches Geschick erfordert. Vermutlich erstmals wird eine derartige Maultrommel, die es möglicherweise ab dem 16. Jahrhundert gab, in einem Traité des instruments de musique betitelten Manuskript von 1640 des französischen Gelehrten Pierre Trichet erwähnt. Archäologische Funde sind äußerst selten. Ein Exemplar einer Doppelzungen-Maultrommel wurde beim Schloss Hallwyl in der Schweiz gefunden, ein weiteres, das Ende 18. oder Anfang 19. Jahrhundert datiert wird, stammt aus Molln. Eine charakteristische Gemeinsamkeit der beiden Fundstücke und des huzulischen Typs sind die Zungen, die von ihren etwas entfernten Befestigungspunkten schräg aufeinander zuführen und erst in der vorderen Hälfte parallel verlaufen. Einen anderen Typ stellen einige aus dem 19. Jahrhundert stammende Maultrommeln aus England dar, deren Zungen durchgängig parallel neben einem zentralen Bügelstab angeordnet sind. Ebensolche Doppelzungen-Maultrommeln (chomus) sind von den sibirischen Jakuten bekannt. Ihr Klang ist generell lauter als der von zwei zugleich gespielten Instrumenten mit einer Zunge, weil die Schwingungen zweier Zungen in einem Rahmen sich gegenseitig verstärken.
Die Zunge der drymba wird mit dem Zeigefinger in einer zum Gesicht gerichteten Bewegung gezupft. Die Huzulen beiderlei Geschlechts verwenden die drymba zum solistischen oder gemeinschaftlichen Spielen von Volksliedmelodien und zum Improvisieren. Früher begleiteten vor allem huzulische Mädchen ihren Gesang auf der Maultrommel oder spielten sie solistisch. Es gibt instrumentale Versionen von kolomyika-Tanzliedern für Maultrommel mit typischerweise aus Quartfolgen bestehenden Melodien. Neben dem solistischen Gesang kennen die Huzulen die von einem Instrument begleitete Gesangsstimme und den Chorgesang, der von einem oder mehreren Instrumenten – Violine, sopilka oder drymba – begleitet wird. Huzulische Volkslieder mit kurzen Texten heißen spiwanky.
Auch in einem relativ traditionellen Kulturumfeld ist Philippe Dallais (2002) zufolge die drymba heute selten und kann allenfalls noch von einigen älteren Männern und Frauen gespielt werden. Dennoch ist gelegentlich drymba-Musik in einem lokalen Radiosender zu hören und die drymba gilt – hinter dem Nationalinstrument trembita – nach wie vor als ein Teil der huzulischen Tradition. In einzelnen Familien, in denen die huzulische Volksmusik gepflegt und überliefert wird, gehören Violine, Hackbrett (cymbaly), diverse Blasinstrumente, Akkordeon und drymba zum Instrumentarium.